# 부젠카와사키역
부젠카와사키역(일본어: 豊前川崎駅)은 일본 후쿠오카현 다가와군 가와사키정에 있는 규슈 여객철도 히타히코산 선의 역이다. 가와사키 정의 중심역으로, 가미야마다 선이 접속하고 있었다.

## 역 주변
- 가와사키 정청

## 인접 역
| 히타히코산 선          | 히타히코산 선 | 히타히코산 선          |
| ---------------------- | ------------- | ---------------------- |
| 다가와고토지 조노 방면 | ■ 쾌속        | 소에다 요아케 방면     |
| 이케지리 조노 방면     | ■ 보통        | 니시소에다 요아케 방면 |